# Spoorlijn 283
Spoorlijn 283 is een Belgische industrielijn die het vormingsstation Ronet verbindt met de Centrale Werkplaats van de NMBS in Salzinnes, een stadsdeel van Namen. De industrielijn is ongeveer 1 km lang.
De industrielijn takt af van de lijnen 130B en 130D. Het vormingsstation Ronet ligt op de linkeroever van de Samber, maar de Centrale Werkplaats ligt op de rechteroever, dichter bij het stadscentrum van Namen. Net na het verlaten van het vormingsstation wordt de Samber gekruist via een brug.
De spoorlijn is enkelsporig uitgevoerd en geëlektrificeerd met een bovenleidingsspanning van 3 kV. De maximumsnelheid bedraagt 40 km/u.

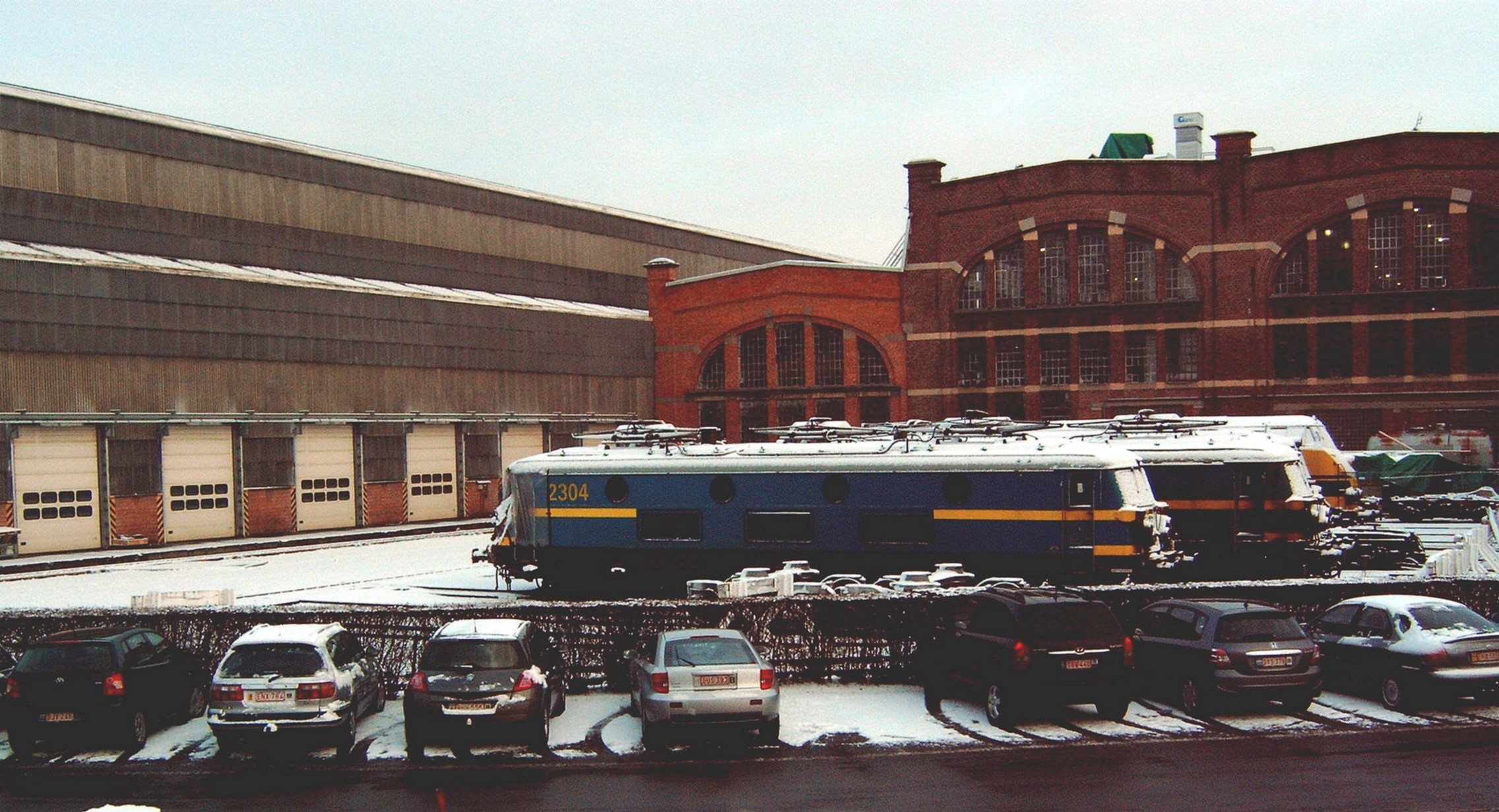
De centrale werkplaats van Salzinnes.

## Aansluitingen
In de volgende plaatsen is of was er een aansluiting op de volgende spoorlijnen:
Ronet-Formation
Spoorlijn 130 tussen Namen en Charleroi-Centraal
Spoorlijn 130B tussen Namen en Ronet
Spoorlijn 130D tussen Namen en Ronet